# Altona (CDP, New York)
Pour les articles homonymes, voir Altona.
Altona est une census-designated place du comté de Clinton, dans l'État de New York, aux États-Unis,. En 2020, elle compte une population de 662 habitants.